# Eudendrium breve
Eudendrium breve är en nässeldjursart som beskrevs av John Fraser 1938. Eudendrium breve ingår i släktet Eudendrium och familjen Eudendriidae. Inga underarter finns listade i Catalogue of Life.